# Metropolia Valladolid
Metropolia Valladolid – jedna z 13 metropolii Kościoła Rzymskokatolickiego w Hiszpanii. Została erygowana 4 lipca 1857.

## Diecezje
- Archidiecezja Valladolid
  - Diecezja Ávila
  - Diecezja Ciudad Rodrigo
  - Diecezja Salamanka
  - Diecezja Segowia
  - Diecezja Zamora